# Eiskreis

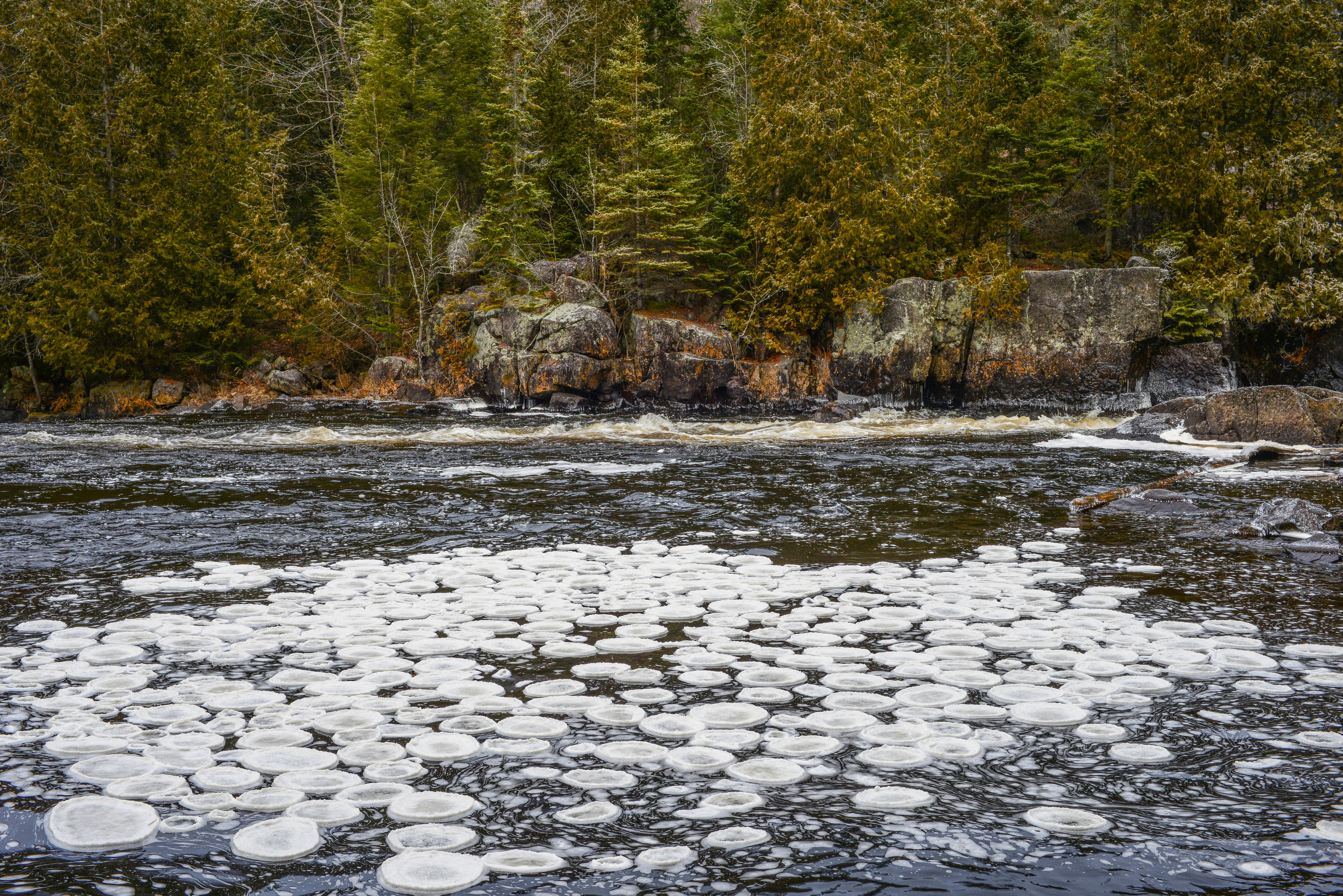
Eiskreise auf dem Doncaster River in Kanada

Eiskreise sind auffällige, runde Eisschollen, die eine Größe von mehreren Metern bis zu mehreren Kilometern Durchmesser haben können.  Kleine Eiskreise von einigen Metern Durchmesser drehen sich mitunter. Mehrere Kilometer große Strukturen wurden auf dem Baikalsee vom Limnologischen Institut in Irkutsk beobachtet. Aufsteigendes Erdgas wird für deren Entstehung verantwortlich gemacht. Bei einer Entstehung während Kälte in langsam fließenden Flüssen und Seen handelt es sich um kreisende Eisscheiben.